# رقيب الشمس العثكولي
رقيب الشمس العثكولي (باللاتينية: Heliotropium paniculatum) نوع نباتي يتبع جنس رقيب الشمس من الفصيلة الحِمحِمية.
موطنه آسيا وأستراليا حيث يتواجد في باكستان ومناطق أخرى.

## الوصف النباتي
نبات حولي قائم ارتفاعه من 10-30 سم. أوراقه عادة ذات عروق غائرة في الوجه العلوي وبارزة في الوجه السفلي، والنورة انتهائية عنقودية ملتفة على شكل ذنب العقرب، والأزهار غالباً لاطئة، تتفتح في الربيع. والثمرة بنيدقة (بالإنجليزية: Nutlet)‏. النبات سام.